# Unirally
Unirally, släppt som Uniracers i USA, är ett racingspel med enhjulingar till SNES, skapat av DMA Design och Nintendo of America, och utgivet i december 1994 i Nordamerika och i PAL-regionen den 27 april 1994.

### Fotnoter
1. ↑  ”Unirally” (på svenska). Super Power (Solna: Atlantic) (4 1995). april 1995. Läst 23 april 2014.
2. ↑  ”Super NES Games” (PDF). Nintendo. Arkiverad från originalet den 14 juni 2011. https://web.archive.org/web/20110614155658/http://www.nintendo.com/consumer/gameslist/manuals/snes_games.pdf. Läst 23 april 2014.